# Militärflugplatz Rochefort

i7
i11
i13
Die Base aérienne 721 Rochefort (B.A. 721) ist ein Militärflugplatz der französischen Luftstreitkräfte (Armée de l’air). Die Basis liegt in der Region Nouvelle-Aquitaine im Département Charente-Maritime auf dem Gebiet mehrerer Gemeinden, u. a. Saint Agnant, etwa vier Kilometer südlich von Rochefort. Der Flugplatz wird zivil als Aéroport de Rochefort - Charente-Maritime mitgenutzt.
Der Standort des Militärflugplatzes befand sich bis in die 1970er Jahre näher am Stadtzentrum unmittelbar nördlich der Charente. Der Flugplatz Rochefort-Soubise (ICAO: LFXR) dient heute noch der Allgemeinen Luftfahrt. Neben den Luftstreitkräften nutzte ihn, noch bis zum Sommer 1996, auch die Marine als Base Aéronavale (BAN) zu Schulungszwecken.

## Geschichte
Zwischen Juli 1932 und Juni 1940 diente der Flugplatz, der damals nördlich der Charente, zirka fünf Kilometer nördlich des heutigen Standortes, lag, als Ausbildungszentrum für Piloten und Luftfahrzeugmechaniker.
In der deutschen Besatzungszeit während des Zweiten Weltkrieges nutzte auch die deutsche Luftwaffe den Platz zur Ausbildung, hier lag zwischen Oktober 1941 und 1944 das Flieger-Ausbildungs-Regiment 32.
Nach Kriegsende wurde 1945 der Ausbildungsbetrieb wieder aufgenommenen, zunächst von Triebwerksmechanikern. In den folgenden Jahren kamen immer mehr Ausbildungsbereiche hinzu und die Einrichtung änderte mehrfach ihrem Namen. Zwischen 1964 und 1973 lag es hier auch eine Ausbildungsstaffel zur Luftbetankung.
Der Umzug der Basis an seinen heutigen Ort südlich des Flusses bei Saint Agnant erfolgte zwischen 1977 und 1981, der neue Standort wurde am 9. Juni 1978 eröffnet. Auch in den folgenden Jahrzehnten kam es immer wieder zu Umbenennungen und Änderungen beim Umfang des Ausbildungsbetriebs.